# Paracrias guatemalensis
Paracrias guatemalensis är en stekelart som beskrevs av Schauff 1985. Paracrias guatemalensis ingår i släktet Paracrias och familjen finglanssteklar.
Artens utbredningsområde är:
- Costa Rica.
- Guatemala.

Inga underarter finns listade i Catalogue of Life.